# Harrya
Гаррия (лат. Harrya) — род грибов из подсемейства зангиевые (Zangioideae) семейства болетовые (Boletaceae).
На территории России произрастает один вид из рода гаррия — Harrya chromapes, русские названия: обабок окрашенноножковый, или тундровик.
Другой вид Harrya atriceps растёт в Коста-Рике.
Съедобный гриб.